# Liste der Mitglieder der Deutschen Akademie der Naturforscher Leopoldina/1868
Die Liste der Mitglieder der Deutschen Akademie der Naturforscher Leopoldina für 1868 enthält alle Personen, die im Jahr 1868 zum Mitglied ernannt wurden. Insgesamt gab es sechs neu gewählte Mitglieder.

## Mitglieder
| Nr.  | Name                              | Beiname      | Geboren       | Aufnahme | Gestorben     | Bild                        |
| ---- | --------------------------------- | ------------ | ------------- | -------- | ------------- | --------------------------- |
| 2087 | Eberhard Wynendus Adrian Ludeking | v. d. Hoeven | 29. Mai 1830  | 1. Jul.  | 16. Feb. 1877 |                             |
| 2088 | Georg Ritter von Frauenfeld       | Pohl         | 3. Juni 1807  | 1. Jul.  | 8. Okt. 1873  | Georg Ritter von Frauenfeld |
| 2089 | Hermann Albert Schumann           | Himly        | 1842          | 1. Jul.  |               |                             |
| 2090 | Fridolin Sandberger               | Naumann      | 22. Nov. 1826 | 1. Jul.  | 12. Apr. 1898 | Fridolin Sandberger         |
| 2091 | Georg Seidlitz                    | Gravenhorst  | 7. Juni 1840  | 1. Jul.  | 15. Juli 1917 |                             |
| 2092 | Rudolph Ritter von Vivenot jun.   | Formey       | 5. Okt. 1833  | 1. Jul.  | 7. Apr. 1870  |                             |